# Milwino
Milwino (dodatkowa nazwa w j. kaszub. Milwino) – wieś kaszubska w Polsce, położona w województwie pomorskim, w powiecie wejherowskim, w gminie Luzino.
| SIMC    | Nazwa          | Rodzaj    |
| ------- | -------------- | --------- |
| 0166953 | Milwińska Huta | część wsi |

Wieś szlachecka położona była w II połowie XVI wieku w powiecie mirachowskim województwa pomorskiego. W latach 1975–1998 miejscowość administracyjnie należała do województwa gdańskiego.
Podczas zaboru pruskiego wieś nosiła nazwę niemiecką Mellwin. Podczas okupacji niemieckiej nazwa Mellwin w 1942 została przez nazistowskich propagandystów niemieckich (w ramach szerokiej akcji odkaszubiania i odpolszczania nazw niemieckiego lebensraumu) zweryfikowana jako zbyt kaszubska i przemianowana na nowo wymyśloną i bardziej niemiecką – Mellwen.
Według Narodowego Spisu Powszechnego Ludności i Mieszkań z 2011 roku liczba ludności we wsi Milwino to 474 z czego 46,0% mieszkańców stanowią kobiety, a 54,0% ludności to mężczyźni. 
Miejscowość zamieszkuje 3,3% mieszkańców gminy. Identyfikator miejscowości Milwino w systemie SIMC to 0166947, a współrzędne GPS wsi Milwino to (18.131667, 54.519444).